# Liste der Monuments historiques in Zellenberg
Die Liste der Monuments historiques in Zellenberg führt die Monuments historiques in der französischen Gemeinde Zellenberg auf.

## Liste der Bauwerke
| Bezeichnung      | Beschreibung                                                                                     | Standort                                                                 | Kennzeichnung | Schutzstatus | Datum | Bild           |
| ---------------- | ------------------------------------------------------------------------------------------------ | ------------------------------------------------------------------------ | ------------- | ------------ | ----- | -------------- |
| Stadtbefestigung | ab 1315 angelegt; erhalten: zwei Ecktürme auf der Ostseite sowie ein Mauerabschnitt im Südwesten | 10 rue du Schlossberg 46 rue du Schlossberg 49 rue de la Fontaine (Lage) | PA68000016    | Inscrit      | 1997  | weitere Bilder |

## Liste der Objekte
| Bezeichnung                                                      | Beschreibung | Standort                            | Kennzeichnung | Schutzstatus | Datum | Bild |
| ---------------------------------------------------------------- | --- | ----------------------------------- | ------------- | ------------ | ----- | ---- |
| Zwei Seitenaltäre                                                | jeweils Altartisch, Retabel und zwei Gemälde; Holz, farbig gefasst und vergoldet, sowie Ölfarbe auf Leinwand, 1787 | in der Kirche St-Ulrich (Lage)      | PM68001540    | Inscrit      | 1995  |      |
| Glocke                                                           | Bronze, 1445 gegossen                                                                                              | im Schulhaus (Lage)                 | PM68001623    | Inscrit      | 1998  |      |
| Gemälde am Hauptaltar: Der heilige Ulrich segnet Otto den Großen | Ölfarbe auf Leinwand, 19. Jahrhundert                                                                              | in der Kirche St-Ulrich (Lage)      | PM68001541    | Inscrit      | 1995  |      |
| Pietà                                                            | Holz, farbig gefasst, 17. Jahrhundert                                                                              | in der Kirche St-Ulrich (Lage)      | PM68001542    | Inscrit      | 1995  |      |
| Kruzifix                                                         | Holz, farbig gefasst, 16. Jahrhundert                                                                              | am Haus 7 rue du Schlossberg (Lage) | PM68000596    | Classé       | 1991  |      |
| Glocke                                                           | Bronze, 1410 gegossen                                                                                              | in der Kirche St-Ulrich (Lage)      | PM68001621    | Inscrit      | 1997  |      |